# Soulèvement de Glencairn
Pour les articles homonymes, voir Glencairn.
 (février 2024).
Si vous disposez d'ouvrages ou d'articles de référence ou si vous connaissez des sites web de qualité traitant du thème abordé ici, merci de compléter l'article en donnant les références utiles à sa vérifiabilité et en les liant à la section « Notes et références ».
Le soulèvement de Glencairn est un soulèvement royaliste en Écosse en 1653-1654. Il était dirigé par William Cunningham, neuvième comte de Glencairn, qui avait reçu de Charles II le commandement des forces royalistes en Écosse.

## Contexte
À la suite de la défaite de Charles II d'Angleterre et de ses alliés écossais à la bataille de Worcester (3 septembre 1651), le Parlement planifie d'incorporer l'Écosse dans le Commonwealth de l'Angleterre.

## Issue
Le soulèvement est réprimé par George Monck.